# Аму Навруз
Аму Навруз (перс. عمو نوروز‎, «Дядя Навруз»), также известный как Баба Навруз (بابا نوروز) — иранский Дед Мороз, легендарный персонаж, происходящий из иранского фольклора. Согласно фольклору, он появляется ежегодно в начале весны вместе со своим спутником Хаджи Фирузом, чтобы отметить начало Навруза, иранского и тюркского Нового года. По мнению некоторых историков, он символизирует Зала, отца Рустама, героя «Шахнаме».
В канун весеннего равноденствия, когда иранский Новый год празднуется на иранском культурном континенте от Албании на западе до Западного Китая на востоке, Аму Навруз приносит детям подарки, что похоже на поведение западно-христианского Санта-Клауса. Он муж Нане Сармы, в рамках их традиционной истории любви они могут встречаться только раз в году.
Аму Навруз описывается как пожилой седовласый мужчина, который носит фетровую шляпу, трость, длинный плащ из синего холста, пояс, пару гивех на тонкой подошве и пару льняных брюк.